# Koray Altınay
Koray Altınay (Monaco di Baviera, 11 ottobre 1991) è un calciatore turco, difensore del Gilching-Argelsried.

## Statistiche

### Presenze e reti nei club
Statistiche aggiornate al 13 gennaio 2018.
| Stagione               | Squadra                | Campionato             | Campionato | Campionato | Coppe nazionali | Coppe nazionali | Coppe nazionali | Coppe continentali | Coppe continentali | Coppe continentali | Altre coppe | Altre coppe | Altre coppe | Totale | Totale |
| Stagione               | Squadra                | Comp                   | Pres       | Reti       | Comp            | Pres            | Reti            | Comp               | Pres               | Reti               | Comp        | Pres        | Reti        | Pres   | Reti   |
| ---------------------- | ---------------------- | ---------------------- | ---------- | ---------- | --------------- | --------------- | --------------- | ------------------ | ------------------ | ------------------ | ----------- | ----------- | ----------- | ------ | ------ |
| 2012-2013              | Jahn Regensburg        | ZL                     | 14         | 0          | CG              | 0               | 0               | -                  | -                  | -                  | -           | -           | -           | 14     | 0      |
| 2013-2014              | Çaykur Rizespor        | SL                     | 29         | 0          | TK              | 1               | 0               | -                  | -                  | -                  | -           | -           | -           | 30     | 0      |
| 2014-2015              | Çaykur Rizespor        | SL                     | 22         | 0          | TK              | 7               | 0               | -                  | -                  | -                  | -           | -           | -           | 29     | 0      |
| 2015-2016              | Çaykur Rizespor        | SL                     | 30         | 0          | TK              | 10              | 0               | -                  | -                  | -                  | -           | -           | -           | 40     | 0      |
| 2016-2017              | Osmanlıspor            | SL                     | 10         | 0          | TK              | 3               | 0               | UEL                | 2                  | 0                  | -           | -           | -           | 15     | 0      |
| 2017-gen. 2018         | Osmanlıspor            | SL                     | 2          | 0          | TK              | 3               | 0               | -                  | -                  | -                  | -           | -           | -           | 5      | 0      |
| Totale Osmanlıspor     | Totale Osmanlıspor     | Totale Osmanlıspor     | 12         | 0          |                 | 6               | 0               |                    | 2                  | 0                  |             | -           | -           | 20     | 0      |
| gen.-giu. 2018         | Çaykur Rizespor        | 1. Lig                 | 0          | 0          | TK              | -               | -               | -                  | -                  | -                  | -           | -           | -           | 0      | 0      |
| Totale Çaykur Rizespor | Totale Çaykur Rizespor | Totale Çaykur Rizespor | 81         | 0          |                 | 18              | 0               |                    | -                  | -                  |             | -           | -           | 99     | 0      |
| Totale carriera        | Totale carriera        | Totale carriera        | 107        | 0          |                 | 24              | 0               |                    | 2                  | 0                  |             | -           | -           | 133    | 0      |

## Palmarès

### Club

#### Competizioni nazionali
- Coppa di Turchia: 1

Sivasspor: 2021-2022